# جیبلینا
جیبلینا (به ایتالیایی: Gibellina) یک کومونه در ایتالیا است که در استان تراپانی واقع شده‌است.

## خصوصیات
جیبلینا ۴۵ کیلومترمربع مساحت و ۴٬۲۹۸ نفر جمعیت دارد و ۲۳۳ متر بالاتر از سطح دریا واقع شده‌است. این شهر در سال ۱۹۶۸ بر اثر زمین‌لرزه تخریب شد و شهر جدید جیبلینا، حدود ۱۱ کیلومتر (۷ مایل) دور از مرکز قدیمی بازسازی شده‌است.

## خواهرخوانده
شهرهای Casamarciano، چیتا دی کاستلو، باجه (تونس) و Testour خواهرخوانده‌های جیبلینا هستند.